# Valor sostenible
El Valor Sostenible es una manera de gestionar y medir el desempeño de la sostenibilidad. El concepto fue desarrollado por investigadores que hoy en día trabajan para la escuela Euromed Management School (Marsella/Francia) y el Instituto de Estudios del Futuro y Evaluación de Tecnología (IZT - Institute for Futures Studies and Technology Assessment ) (Berlín/Alemania). Hasta la fecha el Valor Sostenible se utiliza principalmente para evaluar el desempeño de sostenibilidad de las corporaciones.
El valor sostenible difiere de los enfoques existentes por el hecho de que está basado en valores, mientras que otros  enfoques existentes relacionados con la evaluación de la sustentabilidad (como estudios de impacto ambiental), parten del valor creado a partir de los recursos naturales y sociales utilizados para su fabricación. Utilizando el enfoque de valor sostenible, los recursos económicos, ambientales y sociales son evaluados y agregados en función de su aportación de valor relativo y se pueden expresar en una unidad monetaria como euros, dólares o libras.

## Concepto
El valor sostenible se basa en la noción de los costos de oportunidad; estos se utilizan en los mercados financieros para calcular el costo del capital. En los mercados financieros, el coste por utilizar 100 euros en el transcurso de un año está determinado por el cambio que podría haberse generado a través de una inversión alternativa del capital. El valor sostenible es el primer concepto que extiende esta lógica a los recursos ambientales y sociales.
El valor sostenible es calculado mediante cinco pasos:
1. Calcular la eficiencia ambiental, social y económica de la entidad con el uso de los recursos. La eficiencia se calcula relacionando el valor de cambio con el uso de los recursos.
2. Calcular la eficiencia ambiental, social y económica de la referencia (calcular los costos de oportunidad).
3. Calcular los diferenciales de valor restando la eficiencia del punto de referencia (Paso 2) a la eficiencia de la entidad (Paso 1).
4. Calcular las contribuciones de valor multiplicando la cantidad de los recursos ambientales, sociales y económicos utilizados con la propagación del valor correspondiente (Paso 3), respectivamente.
5. Calcular el valor sostenible mediante la suma de las contribuciones de valor (paso 4) y dividiendo entre el número de recursos considerados. Esto evita el conteo doble.

## Ejemplo de aplicación
El enfoque de valor sostenible se puede demostrar con el ejemplo de BP (BP plc, anteriormente British Petroleum) (Para una explicación detallada ver Figge, F. & Hahn, T. (2005): "El costo de la Sostenibilidad de Capital y la Creación de Valor Sostenible de las Empresas", Revista de Ecología Industrial, 9 (4), 47-58.).
En el año 2001, BP creó el siguiente cambio y empleó los siguientes recursos económicos, ambientales y sociales (Tabla 1):
Tabla 1: Datos de rendimiento de BP en 2001
| BP (2001)                               | Cantidad   |
| Valor Neto Agregado [Milloenes de £]    | 15,563     |
| Activos no financieros [Milloenes de £] | 69,885     |
| CO2 [t]                                 | 73,420,000 |
| CH4 [t]                                 | 367,201    |
| SO2 [t]                                 | 224,541    |
| NOx [t]                                 | 266,133    |
| CO [t]                                  | 124,584    |
| Accidentes de trabajo [número]          | 83         |
| PM10 [t]                                | 16,666     |

Nota: t = tonelada métrica = megagramo (Mg) = 1000 kilogramos (kg, SI) ≈ 1.102 toneladas cortas
Fuente: Figge & Hahn 2005
En este ejemplo, el cambio de BP se mide basándose en el valor añadido neto y la economía del Reino Unido se utiliza como punto de referencia. El equivalente macroeconómico del Valor Agregado es el Producto Interno Neto (PIN). La Tabla 2 muestra el Producto Interno Neto y el uso de los recursos de la economía del Reino Unido en el 2001.
Tabla 2: Datos de rendimiento del Reino Unido en 2001
| Economía del Reino Unido (2001)        | Cantidad    |
| Producto Interno Neto [Milloenes de £] | 884,718     |
| Riqueza Total Neta [Milloenes de £]    | 4,375,200   |
| CO2 [t]                                | 572,500,000 |
| CH4 [t]                                | 2,195,238   |
| SO2 [t]                                | 1,125,000   |
| NOx [t]                                | 1,680,000   |
| CO [t]                                 | 3,966,500   |
| Accidentes de trabajo [número]         | 132,696     |
| PM10 [t]                               | 178,000     |

Fuente: Figge & Hahn (2005)
La siguiente tabla muestra cómo se calcula el valor sostenible.
Como se describió anteriormente, en el primer paso se calcula el rendimiento de los recursos de BP.
BP genera aproximadamente 212 millones de £ (Valor Agregado Neto)por cada tonelada de CO2 in 2001.
En un segundo paso se calcula la rentabilidad de los recursos de la economía del Reino Unido (punto de referencia).
La economía del Reino Unido generó cerca de 1,545 millones de £ (Producto Interno Neto) por cada tonelada de CO2 in 2001.
En el tercer paso se calcula la propagación del valor.
En 2001 , BP genera 1,333 millones de £ menos que la economía del Reino Unido por tonelada de CO2.
En la cuarta etapa se calcula la contribución del valor.
En 2001 , el uso de 73.420.000 toneladas de CO2 generaron alrededor de 98bn £ menos que si el CO2 se le hubiera dado a la economía del Reino Unido. Este paso se repite para todos los recursos empleados por la empresa.
En la quinta etapa toda aportación de valor se suma y se divide entre el número de recursos considerados. El resultado será el Valor Sostenible.
Tabla 3: Cálculo del Valor Sostenible de BP para el año 2001
Fuente: Figge & Hahn 2005
El Valor Sostenible de BP asciende a unos 72bn de libras. Dicho de otra manera, el conjunto de recursos financieros, ambientales y sociales de BP ha sido más utilizado por la economía del Reino Unido que por BP, por lo que 72bn de £ del Producto Interno Neto podría haber sido creado.

## Proyectos
El enfoque de valor sostenible se ha aplicado en varios proyectos y estudios de casos.
El proyecto financiado por la Unión Europea ADVANCE (Aplicación y Difusión de las Eco-clasificaciones basadas en Valor de los mercados financieros) utilizaron el enfoque de Valor Sostenible para evaluar el desempeño ambiental de 65 empresas europeas en términos monetarios.
En un proyecto financiado por el Ministerio Federal de Educación e Investigación de Alemania (NeW – Nachhaltig erfolgreich Wirtschaften) se utiliza el enfoque de Valor Sostenible para evaluar el desempeño triple de 28 empresas alemanas.
En el nuevo proyecto financiado por la Unión Europea SVAPPAS Archivado el 4 de marzo de 2016 en Wayback Machine. (Análisis de Valor Sostenible de Políticas y Actuaciones en el Sector Agrícola) un consorcio europeo de las organizaciones de investigación utiliza el enfoque de Valor Sostenible para medir el desempeño de la sostenibilidad del sector agrícola en Europa.